# 16015 Снелл
16015 Снелл (16015 Snell) — астероїд головного поясу, відкритий 10 лютого 1999 року.
Тіссеранів параметр щодо Юпітера — 3,195.